# دورنير دو 12
دورنير دو 12  (بالإنجليزية: Dornier Do 12)‏ هي طائرة قارب أنتجت في ألمانيا. من صناعة دورنير للطائرات. كان أول طيران لها في 23 يونيو 1932.